# تشينتشون
تشينتشون (بالإنجليزية: Chinchón)‏ هي بلدية ومدينة في منطقة الحكم الذاتي وتقع في منطقة مدريد في وسط إسبانيا. تبلغ مساحة هذه المدينة 115.9 (كم²)، ويبلغ عدد سكانها 5191 نسمة حسب إحصاء سنة 2008 م.

## أعلام
- خوسيه سكاريستان
- خيسوس ديل نيرو

## وصلات خارجية
- الموقع الرسمي